# Croix (héraldique)
Pour les articles homonymes, voir Croix.

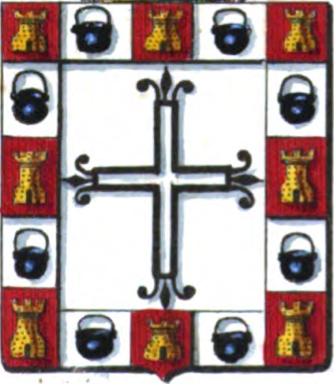
La croix florencée de sable, vidée du champ, de la famille de Villegas.

En héraldique, les croix constituent des pièces ou des meubles.

## Croix
La croix peut être fleuronnée, alésée, potencée (voir la croix de Jérusalem), fichée, recroisettée…
Le pied de la croix peut être fiché comme dans l’exemple ci-après : D’argent à la croix pattée au pied fiché de gueules.

## Croix de calvaire
Tableau formé par trois croix alésées et haussées, celle du milieu plus grande que les deux autres qui l’accostent.

## Croix de Jérusalem
Croix potencée cantonnée de quatre croisettes. D’argent à la croix potencée d’or cantonnée de quatre croisettes de même, qui est de Jérusalem.
La croix potencée est une croix dont les branches sont en forme de T majuscule ou, plus exactement, de potences. Le blanc représente l’argent et le jaune représente l’or, il est interdit d’utiliser les deux représentants du même émail dans un même blason. Cependant, lors de certains événements majeurs, il est arrivé que, pour marquer ce fait, on ait sciemment fait un écart à cette règle. Lorsqu’on rencontrait de telles erreurs, il fallait s’enquérir du problème car il s’agissait soit d’une véritable erreur à corriger, soit d’une raison très importante pour les avoir créées. Le plus souvent, un fait d’armes notable. De ce fait, de telles armes sont dites « à l’enquerre ».
Les armes à l’enquerre les plus réputées sont celles du roi de Jérusalem (en fait « avoué du Saint-Sépulcre »), Godefroy de Bouillon dont les armes étaient une croix d’or sur fond d’argent.

## Croix de Lorraine
Croix à double traverse, ou croix archiépiscopale, ou croix patriarcale, signe distinctif d’un archevêque en héraldique et iconographie traditionnelle, elle fut d’abord, plus spécifiquement, appelée croix d’Anjou.

## Croix de saint André
La croix de saint André, ou sautoir, est formée de deux bandes diagonales traversant eux-mêmes. De gueules à la croix de Saint-André d'argent, qui est de la famille anglaise Neville.

## Croix orthodoxe
La croix orthodoxe (ou « croix à huit pointes ») est formée d’un pal alésé chargé de trois traverses, la première et la troisième plus étroites, et la troisième versant à sénestre. De sinople à une croix orthodoxe d’or, qui est de Roumélie.
La branche du milieu, la plus longue, est réservée aux bras étendus du Christ crucifié. Sur la branche supérieure figure l’inscription que Pilate avait ordonné de clouer sur la croix pour rendre public le motif de la peine, selon la coutume romaine. La branche inférieure de la croix sert d’appui aux pieds du Crucifié qui contrairement à la tradition catholique, ne sont pas cloués ensemble ; l’une de ses extrémités est surélevée, montrant le Ciel qui attend les repentis, l’autre indiquant l’Enfer.
(hachette)

## Croix russe
La croix russe est formée d’un pal alésé chargé de deux traverses, celle du bas versant à sénestre. D’azur à une croix russe d’argent, accompagnée de trois couronnes impériales d’or, qui est du Jesidan.

## Galerie

Croix grecque
Croix latine
Croix orthodoxe
Croix triple clavelée et frettée
Croix ancrée
Croix basque (lauburu)
Croix celtique
Croix de Jérusalem
Croix de Jérusalem (variante)
Croix de Lorraine
Croix de Malte
Croix de saint André
Croix fleurdelysée (ou florencée)
Croix fourchée (en)
Croix gammée
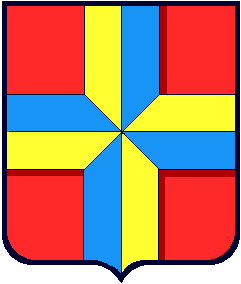
Croix gironnée
Croix huguenote
Croix cléchée, évidée et pommetée de 12 pièces
Croix patonnée
Croix pattée affinée ou « Croix du Temple »
Croix pattée alésée arrondie
Croix pattée aux bras épais
Croix pattée doucement courbée
Croix pattée ou « croix de fer » teutonique
Croix pommée
Croix potencée
Croix recroisetée
Croix recroisetée au pied fiché
Croix tréflée
Croix d'Eneko Arista (croix pattée fichée)
Croix de saint Jacques